# Biserica de lemn din Drâmbar
Biserica de lemn din Drâmbar, aflată în localitatea cu același nume din județul Alba, datează din secolul al XVIII-lea, cu refaceri semnificative din 1878. Biserica poartă hramul „Ioachim și Ana”. Biserica nu este înscrisă pe noua listă a monumentelor istorice.

## Istoric și trăsături
Biserica datează, în forma actuală, din 1878, anul mutării pe actualul amplasament, din cauza unor alunecări de teren. Nava originară din lemn, devenită neîncăpătoare, a fost mărită prin adăugarea unei abside de piatră. Pentru unitatea înfățișării, pereții au fost tencuiți. Inscripția lucrărilor se află pe registrul de naștere al bolții semicilindrice a naosului și consemnează, alături de anul 1878, și pe cel al picturii, 1892, și familiile principale de ctitori: Magda, Vasiu a lui Cifor.
Restaurat în 1994, lăcașul mai adăpostește, din vechile podoabe, două icoane pe sticlă datate 1796 și
1804, aparținând primei generații de pictori de la Nicula.

## Imagini din exterior

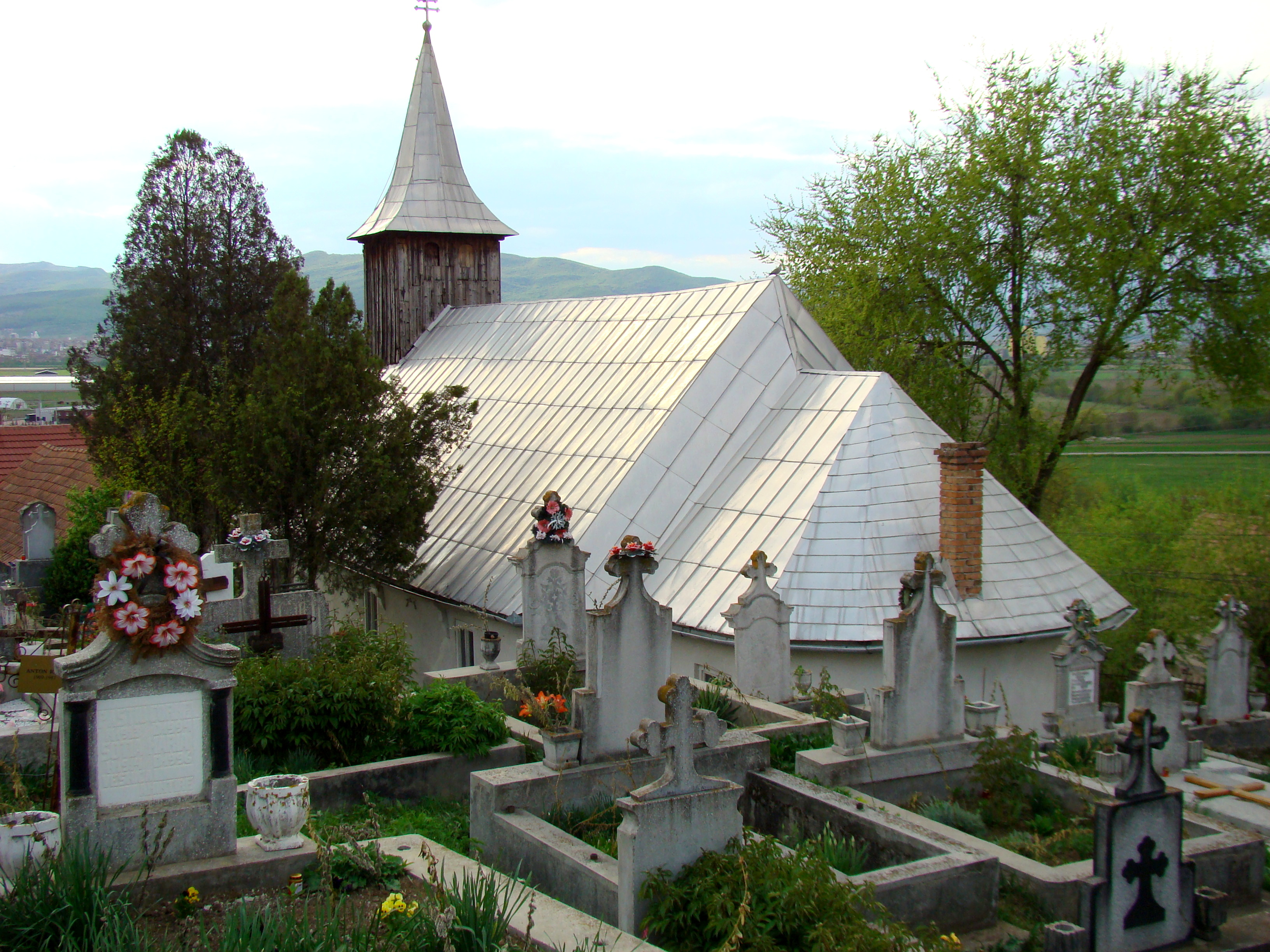
Vedere de ansamblu
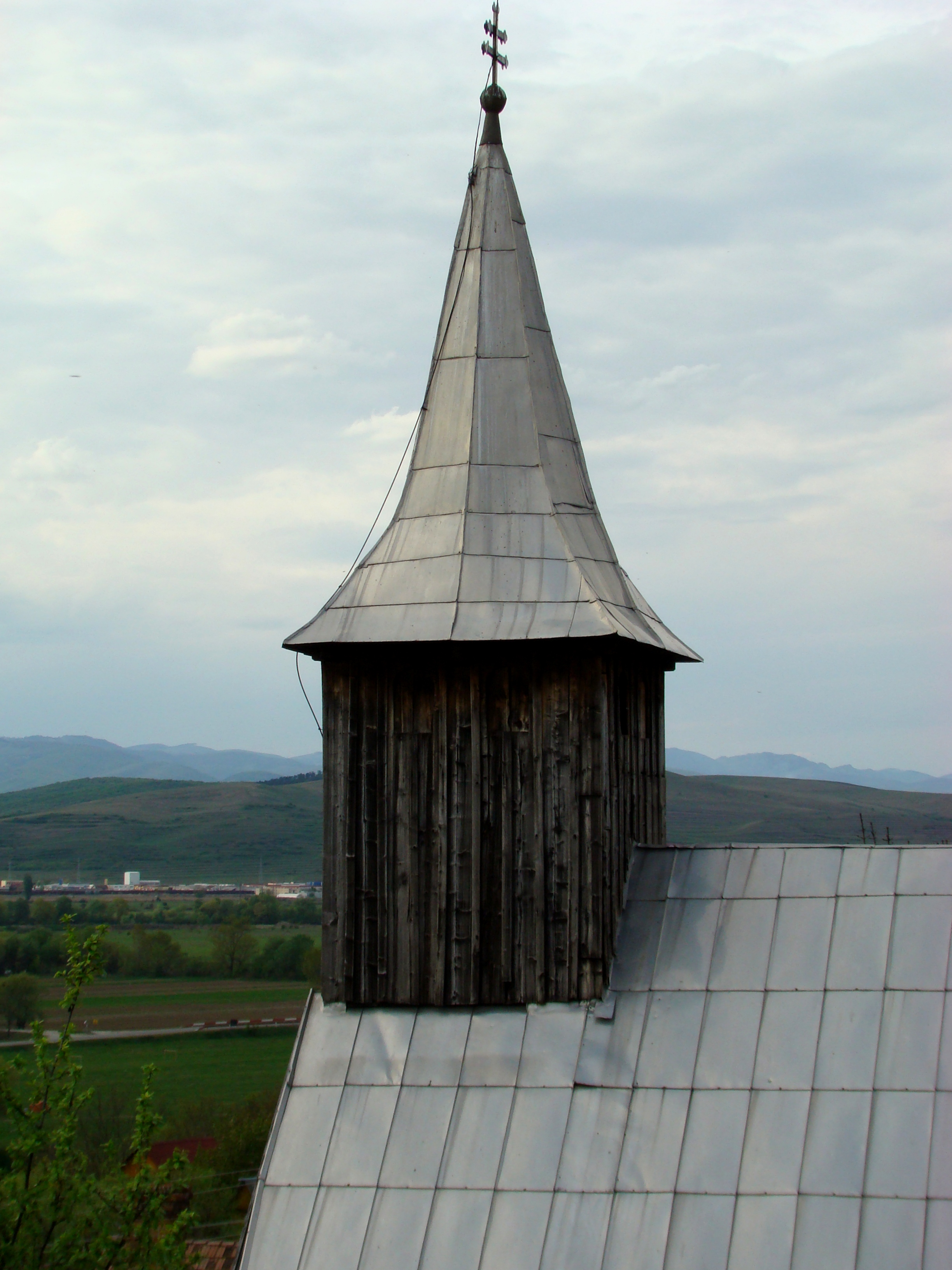
Turnul bisericii
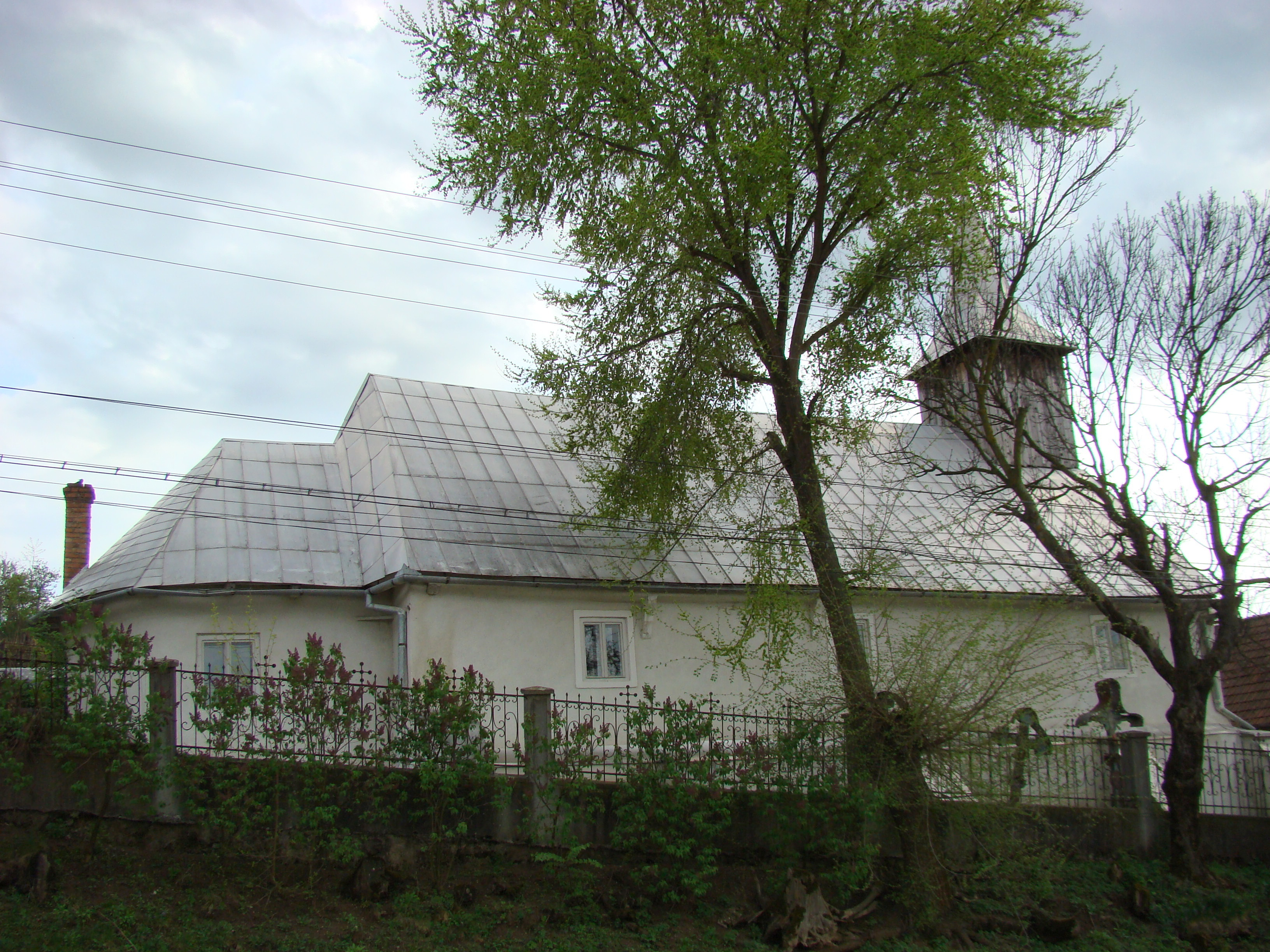
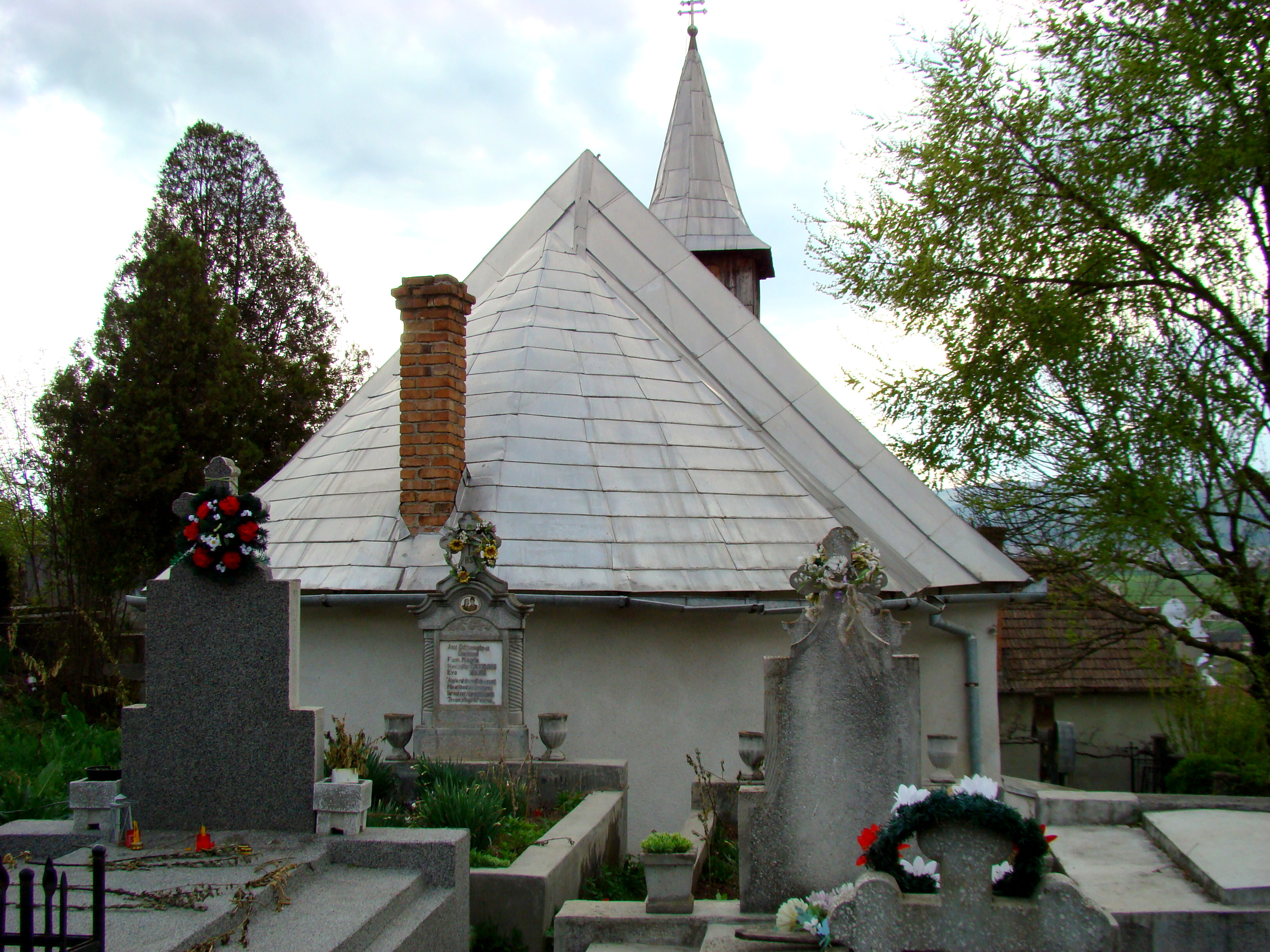
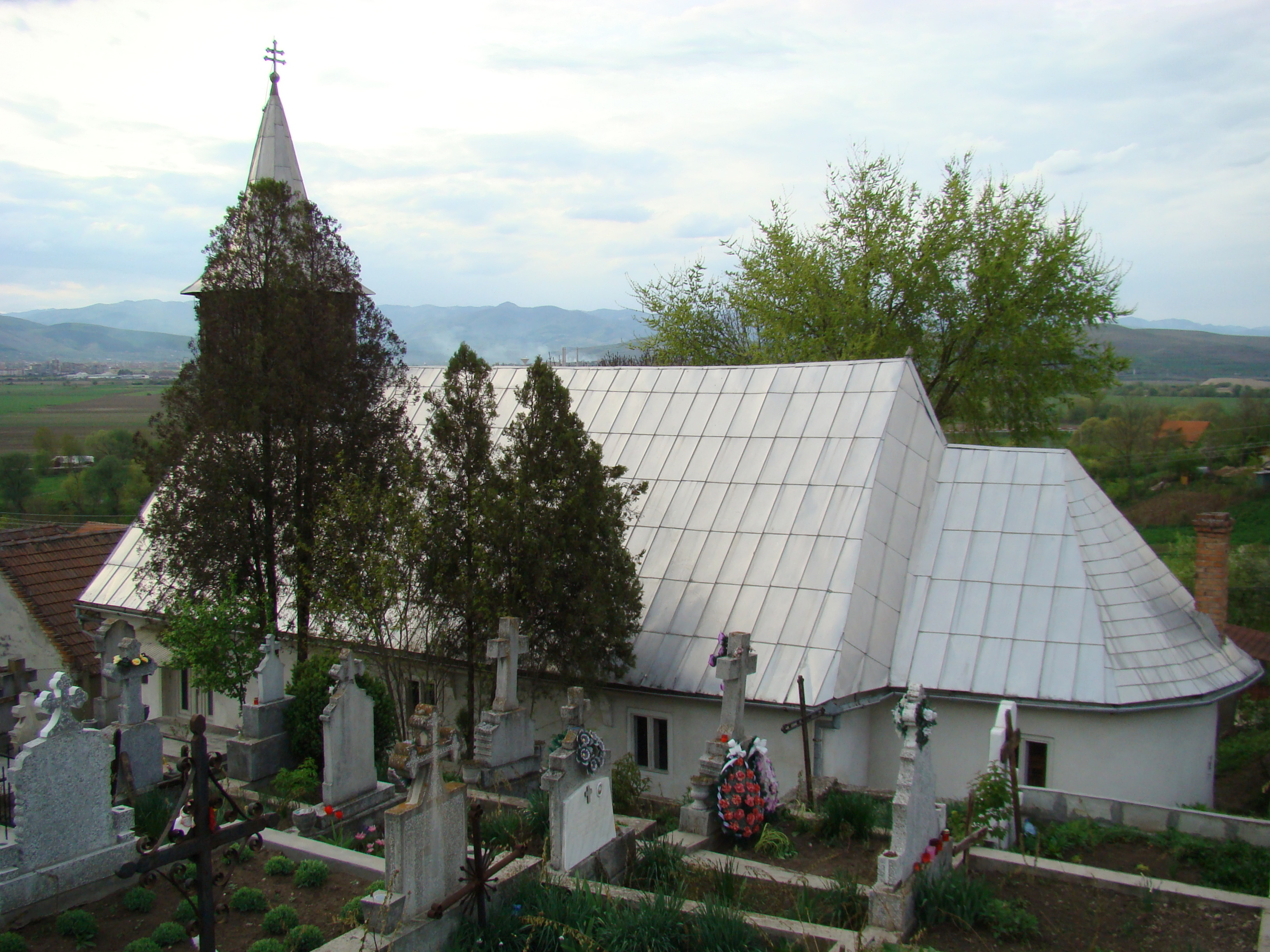
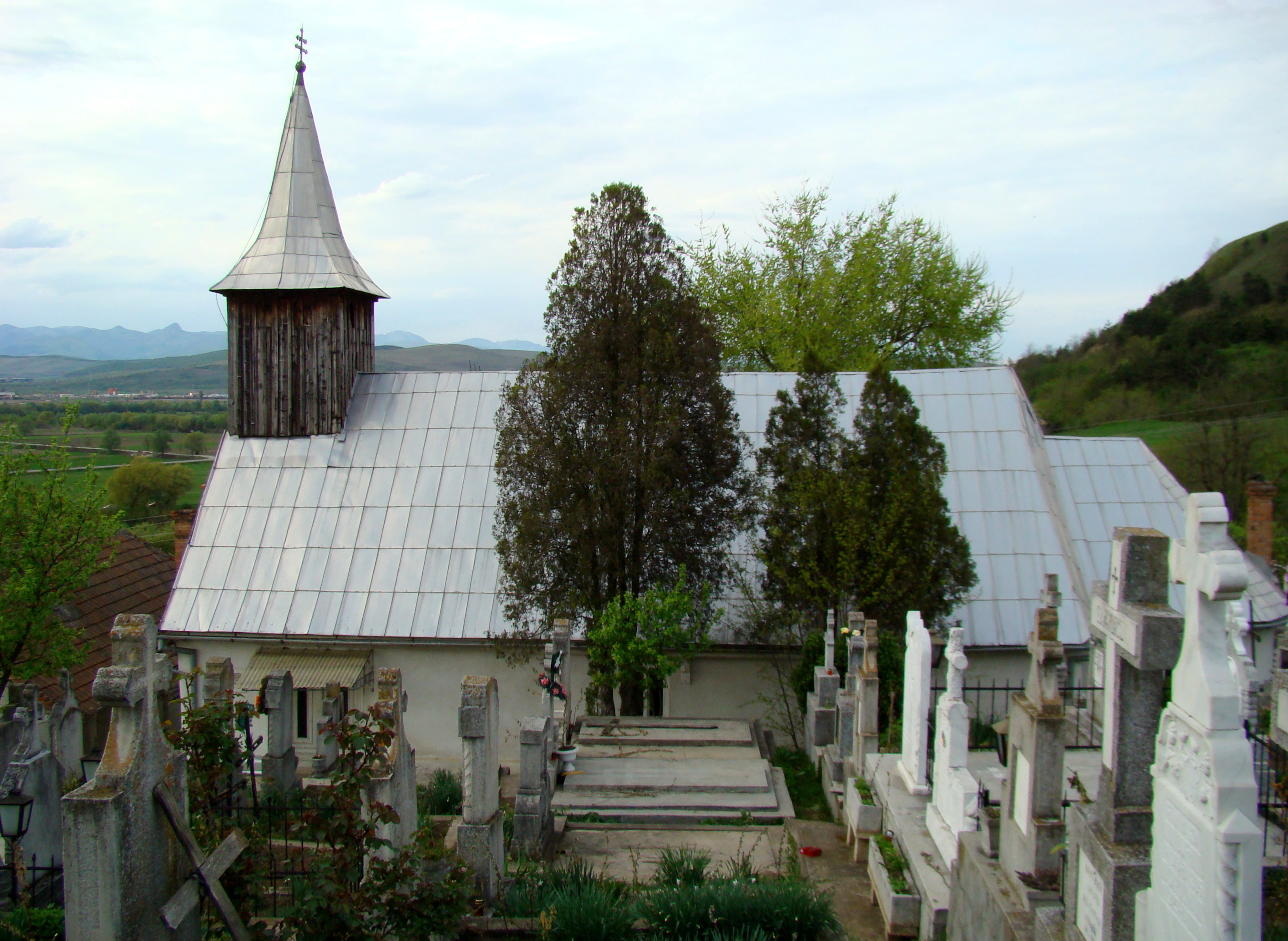
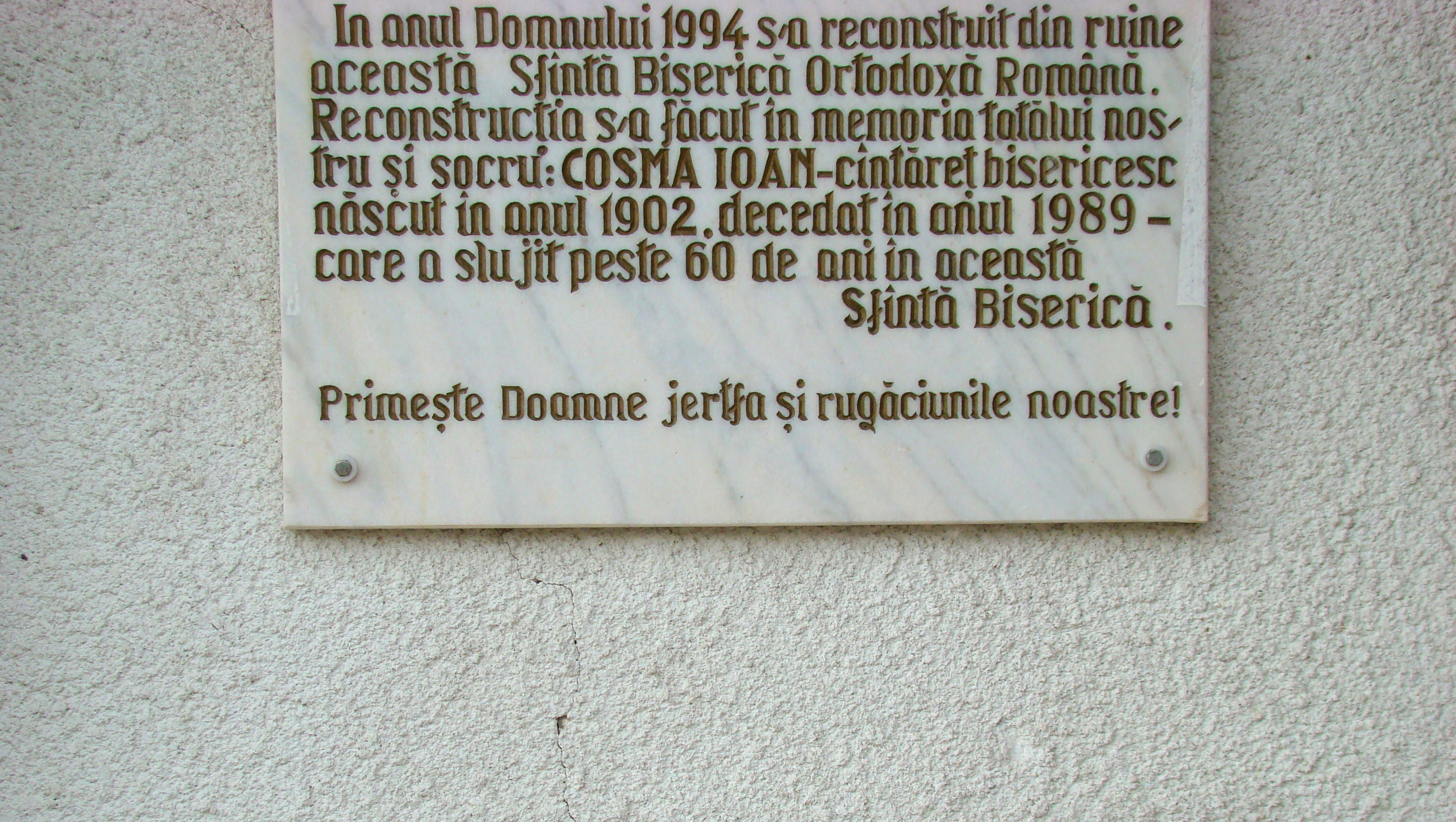
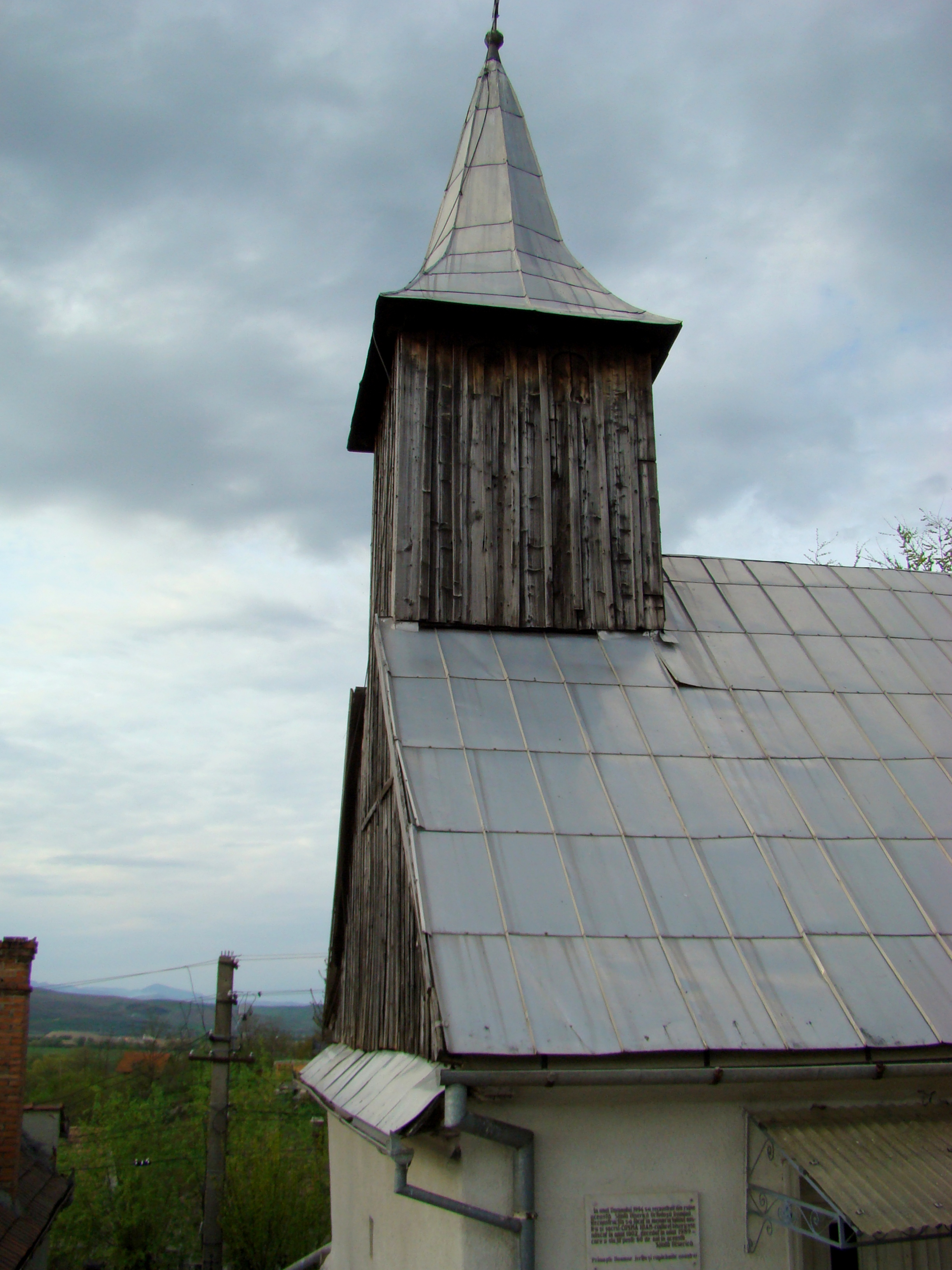